# Лоті Лесото
Ло́ті (англ. loti, множ.: малоті (maloti)) — валюта Королівства Лесото. Складається з 100 лісенте (lisente) (одн.: сенте (sente)). Прив'язана до Південно-Африканського ранда за курсом 1:1, при цьому обидві валюти вільно використовуються на території Лесото. Вперше лоті прийняли в 1966 році, проте ця валюта не використовувалась. В 1980 році Лесото випустило свої перші монети, деноміновані в лоті і лісенте, що замінили ранд.

## Банкноти
В 1980 році в обіг випустили банкноти, датовані 1979 роком, номіналом 2, 5 і 10 малоті. В 1981 році їх доповнили купюри 20 і 50 малоті, а в 1994–100 і 200 малоті.
1 березня 2011 року, на святкуванні 30-річчя свого існування, Центральний банк Лесото випустив нову серію банкнот 2010 року, спрямовану на боротьбу з розповсюдженням підробок. На банкнотах зображено портрети трьох членів королівської родини: посередині — нинішній король, Його Величність Летсіє III, ліворуч — його батько, король Мошвешве ІІ, а праворуч — засновник нації басото, король Мошвешве І.
У 2021 році Центральний банк Лесото випустив нову серію банкнот лоті, які схожі на серію 2010 року, але розмір банкнот зменшено, щоб включити оновлені елементи безпеки, в тому числі тактильні елементи для людей з вадами зору, а також антибактеріальний та антивірусний лак для захисту банкнот від забруднення поверхні та запобігання вірусним захворюванням на банкнотах. 
В обігу перебувають банкноти номіналом

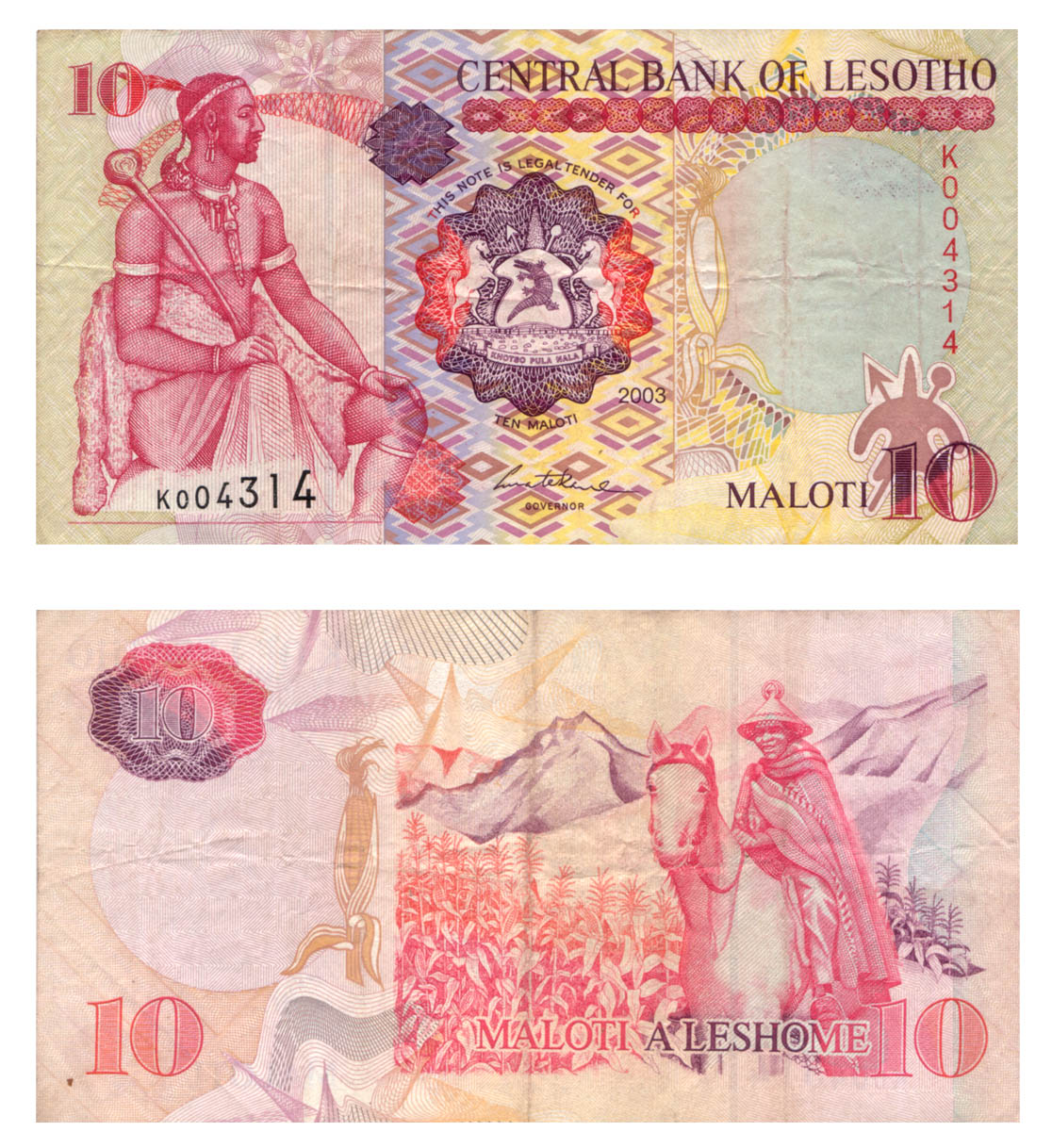

- 10 малоті
- 20 малоті
- 50 малоті
- 100 малоті
- 200 малоті

### Пам'ятні банкноти
У 2023 виходить перша ювілейна банкнота Лесото присвячена 60 річницці короля Летсіє III.

## Монети
В 1980 році в обіг випущені монети, датовані 1979 роком, номіналом 1 сенте, 2, 5, 10, 25 і 50 лісенте і 1 лоті. В 1996 році були випущені монети номіналом 2 і 5 малоті, а в 1998 році — 20 лісенте.
В обігу перебувають монети номіналом:
- 5 лісенте
- 10 лісенте
- 20 лісенте
- 50 лісенте
- 1 лоті
- 2 малоті
- 5 малоті